# 始源大花蚤屬
始源大花蚤屬（Archaeoripiphorus）為大花蚤科下一已滅絕的屬級分類元。目前僅知有媧皇始源大花蚤一種。

## 形態描述
體長約 15–16 mm，頭部修長，至頸部突然縮窄。眼部橢圓。觸角11節，小顎鬚（maxillary palpomere）斧狀。前胸背板約略成三角形，基部三葉狀。鞘翅完全包覆覆部，腹板五節。中足和後足爪式成梳狀。

## 分類學

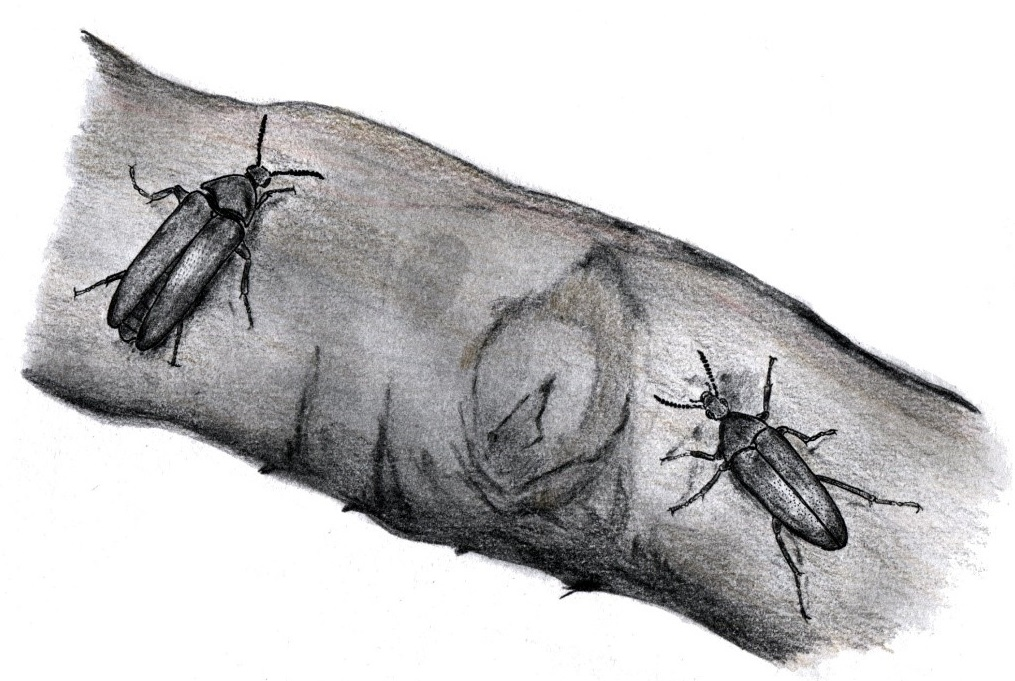
媧皇始源大花蚤的想像復原圖

本種在形態上類似 Pelecotominae 和 Ptilophorinae 兩個亞科，擁有完整覆蓋腹部的翅鞘。然而本種足脛節末端簡單，不若此兩亞科成員有叢簇或成列脛刺，此外也互有一些特徵無法吻合這兩個亞科。由於無法輕易的進行亞科的歸類，因此暫列為亞科地位未定位。

## 發現過程
2016年，台灣大學昆蟲學系學生蕭昀於廣州中山大學交換期間，與中山大學、北京首都師範大學的研究團隊合作，發現了一種大花蚤科 （Ripiphoridae）甲蟲的化石新種，是已知大花蚤科年代最古老的化石紀錄，產於約為1.65億年前中侏儸世的內蒙古森林。本件化石的年代早於過去依照分子序列推估大花蚤科的起源時間，將該科的歷史向前推進至侏儸紀中期。後來研究團隊將該種依照中國神話的創世女神女媧命名，稱為媧皇始源大花蚤，同時發表一始源大花蚤此一獨立新屬。

## 外部連結
- ZooBank上的媧皇始源大花蚤